# David Fernández Borbalán
David Fernández Borbalán (Almeria, Andalusia, 30 de maig de 1973), és un ex-àrbitre de futbol andalús de la primera divisió, que pertany al Comitè d'Àrbitres d'Andalusia.

## Trajectòria
Va debutar a la Primera Divisió d'Espanya el 12 de setembre de 2004 en el partit Llevant Unió Esportiva contra el Real Racing Club de Santander (3-1). Després del seu ascens a Primera Divisió, es va convertir en el segon almerienc a arbitrar a la màxima categoria després de Juan Andújar Oliver. El seu oncle, Vicente Fernández, també va ser àrbitre.
El 16 de gener de 2010 va rebre un multitudinari homenatge dels seus companys àrbitres d'Almeria, en què van estar presents el regidor d'Esports de l'Ajuntament d'Almería, el president de la federació de Futbol d'Almeria i el jutge degà d'Almeria.
Va dirigir el partit de tornada de la Supercopa de 2011 entre el Futbol Club Barcelona i el Reial Madrid Club de Futbol (3-2).
El 25 de maig de 2012 va ser l'encarregat de dirigir la final de la Copa del rei entre l'Athletic Club i el Futbol Club Barcelona (0-3).

## Internacional
Des de gener de 2010 és àrbitre internacional. Va debutar el 18 de gener de 2010 en el partit amistós entre Finlàndia i Corea.

## Premis
- Xiulet d'or de Primera Divisió (1): 2011
- Trofeu Vicente Acebedo (1): 2012